# 马尔福
马尔福，是匈牙利巴兰尼亚州所辖的一个村。总面积4.09平方公里，总人口217，人口密度53.1人/平方公里（2011年1月1日）。